# Odontopera kametaria
Odontopera kametaria là một loài bướm đêm trong họ Geometridae.